# 阔列坚
阔列坚（？—1235年），成吉思汗元太祖铁木真第六子，母亲忽兰皇后。 
阔列坚因为忽兰皇后被成吉思汗宠爱，也被太祖成吉思汗爱如嫡子，与金帐汗国的始祖术赤、察合台汗国的创始人察合台、元太宗窝阔台、元睿宗拖雷同等待遇。1235年，从拔都伐俄罗斯（蒙古征服基辅罗斯），中流矢而死。子忽察，與元定宗之太子忽察同名，但非同一人，被封为河间王，后裔为安定王。

## 资料来源
- 《元史·宗室世系表》
- 《新元史》